# 클라이브 버
클라이브 버(영어: Clive Burr, 1957년 3월 8일 ~ 2013년 3월 13일)는 잉글랜드의 드러머였다. 1979년부터 1982년까지 영국의 헤비 메탈 밴드 아이언 메이든의 멤버였다.

## 경력
샘슨의 멤버였던 버는 1979년 아이언 메이든에 입단했다. 오디션을 보고 당시 아이언 메이든의 기타리스트 데니스 스트랫튼의 추천으로 합류한 버는 그들의 첫 세 음반에서 연주를 했다. 《Iron Maiden》, 《Killers》, 그리고 그들의 획기적인 음반 《The Number of the Beast》는 브루스 디킨슨의 메이든 데뷔작이었다. 버는 The Beast on the Road 투어 중 1982년에 밴드에서 해고되었다. 그는 밴드의 현재 드러머인 니코 맥브레인으로 대체되었다. 버는 《The Number of the Beast》의 수록곡 〈Gangland〉에 한 곡을 공동 작곡했으며, 다른 곡 〈Total Eclipse〉는 음반에서 잘려나갔고, 〈Run to the Hills〉 싱글의 B-사이드로 나타났으며, 이후 《The Number of the Beast》 재발매 CD에 다시 발매되었다. 버는 〈The Number of the Beast〉, 〈Run to the Hills〉, 〈Women in Uniform〉(호주 밴드 스카이훅스의 커버)에도 참여했다.
2011년 2월 《클래식 록》과의 인터뷰에서 버는 아이언 메이든과의 결별에 대해 솔직하게 이야기했다. 이 분열에 대해 "시시한 것"이라고 쓰여진 많은 부분을 묘사하면서, 버는 아버지의 최근 죽음을 애도하기 위해 휴식을 취한 후 밴드에서 쫓겨났다고 지적하며, 그의 탈퇴가 지나친 방종에 의한 것이라는 주장을 반박했다. 브루스 디킨슨의 2017년 자서전은 버가 스티브 해리스와의 성격 갈등으로 축출됐고, 이로 인해 두 사람은 공연 도중 언쟁과 행동을 하게 됐다.

## 투병
1990년대 후반에 다발성 경화증 진단을 받았고, 그 치료로 인해 그는 엄청난 빚을 지게 되었다. 아이언 메이든은 일련의 자선 콘서트를 열었고 클라이브 버 MS 트러스트 펀드의 설립에 참여했다. 버는 그의 상태 때문에 휠체어를 사용했다.
그는 또한 2004년에 결성된 자선단체 클라이브 에이드의 후원자였다. 클라이브 에이드는 록 이벤트 행사를 통해 전 세계의 다양한 암과 다발성 경화증 프로그램에 대한 인지도와 기금을 지속적으로 모금하고 있다. 버는 이러한 많은 행사에 참석했다. 그의 파트너 미미도 MS 진단을 받았다.

## 사망
버는 2013년 3월 13일 런던에서 56번째 생일에 관련된 합병증으로 사망했다.
아이언 메이든의 웹사이트에서 아이언 메이든의 베이시스트 스티브 해리스가 발표한 성명에서, "이것은 매우 슬픈 소식이다. 클라이브는 우리 모두의 오랜 친구였다. 그는 훌륭한 사람이었고 우리가 처음 시작할 때 아이언 메이든에게 귀중한 공헌을 한 놀라운 드러머였다. 이날은 밴드 내 모든 사람들과 그의 주변 사람들에게 슬픈 날이고 우리의 생각과 애도는 이 시간 그의 파트너 미미 그리고 가족과 함께 있다."
아이언 메이든의 보컬리스트 브루스 디킨슨은 "M.S.에서 가장 어두운 시절에도 클라이브는 유머감각이나 불손함을 잃지 않았다"고 말했다.
2013년 3월 25일 런던에서 버의 장례식이 거행되었다.
클라이브의 사망일은 종종 2013년 3월 12일로 언급되어 왔고, 실제로는 3월 13일이다. 클라이브가 13일 새벽 세상을 떠났기 때문에 날짜를 둘러싼 혼란은 이해할 수 있다.